# Genetica umana

Una piccola parte del DNA umano

La genetica umana è lo studio della successione ereditaria, come accade negli esseri umani. La genetica umana copre una vasta gamma di settori tra cui: Genetica classica, Citogenetica, Genetica molecolare, Biologia molecolare, Genomica, Genetica delle popolazioni, Biologia dello sviluppo, Genetica clinica e Consulenza genetica. Lo studio della genetica umana può essere utile, perché può rispondere a delle domande sulla natura umana, comprendere le potenzialità di sviluppo e per il trattamento delle malattie genetiche e della genetica della vita umana.

## Sequenziamento del genoma umano
Nel 2001 la Celera Genomics (ditta di Craig Venter), grazie a particolari metodi di biologia e di bioinformatica riesce a campionare ed a pubblicare in anticipo la sequenza completa del genoma umano che secondo il Progetto Genoma Umano doveva essere pubblicata del primo decennio dopo il duemila.
In seguito è stato completata e confermata la determinazione della sequenza di basi azotate del genoma in molti individui appartenenti a molte razze, ma anche in altre specie come negli scimpanzé, nel topo, nel pollo, nella rana e in molti batteri e virus, e persino sono state estratte e determinate sequenze anche dai fossili dell'uomo di Neanderthal.
Questi sforzi sono stati accelerati grazie a particolari procedure come la reazione a catena della polimerasi, che permette l'amplificazione della quantità di DNA nei campioni, permettendo di eseguire moltissime prove sulla stessa cellula (scoperta di Kary Mullis) e accorgimenti biologici e bio-informatici, come quelli sviluppati da Craig Venter della ditta Celera Genomics, entrambe in California.
La sequenza del DNA umano è stata esaminata e comparata con le sequenze genetiche di altre specie all'Università di California a Santa Cruz, da parte di un'équipe capeggiata da Katherine S. Pollard, che ha potuto identificare e descrivere delle particolari sequenze del genoma (denominate Human accelerated region), che corrispondono a geni specifici di Homo sapiens dove si è avuta un'accelerata mutazione rispetto alla scimmia e ad altri primati, che costituiscono la parte più importante di quel 1% di differenza nel genoma (10 milioni di basi) che ci differenzia da altri grandi primati, come il bonobo, il macaco, il gorilla, la scimmia, ecc.